# Gerhard von Kügelgen
Gerhard von Kügelgen (Bacharach am Rhein, 6 de fevereiro de 1772 — Dresden, 27 de março de 1820) foi um pintor alemão, conhecido por seus retratos e pinturas históricas. Kügelgen foi professor na Academia de Artes de Dresden e membro da Real Academia Prussiana e da Imperial Academia Russa. Seu irmão gêmeo, Karl von Kügelgen, também foi um pintor digno de nota.

## Galeria

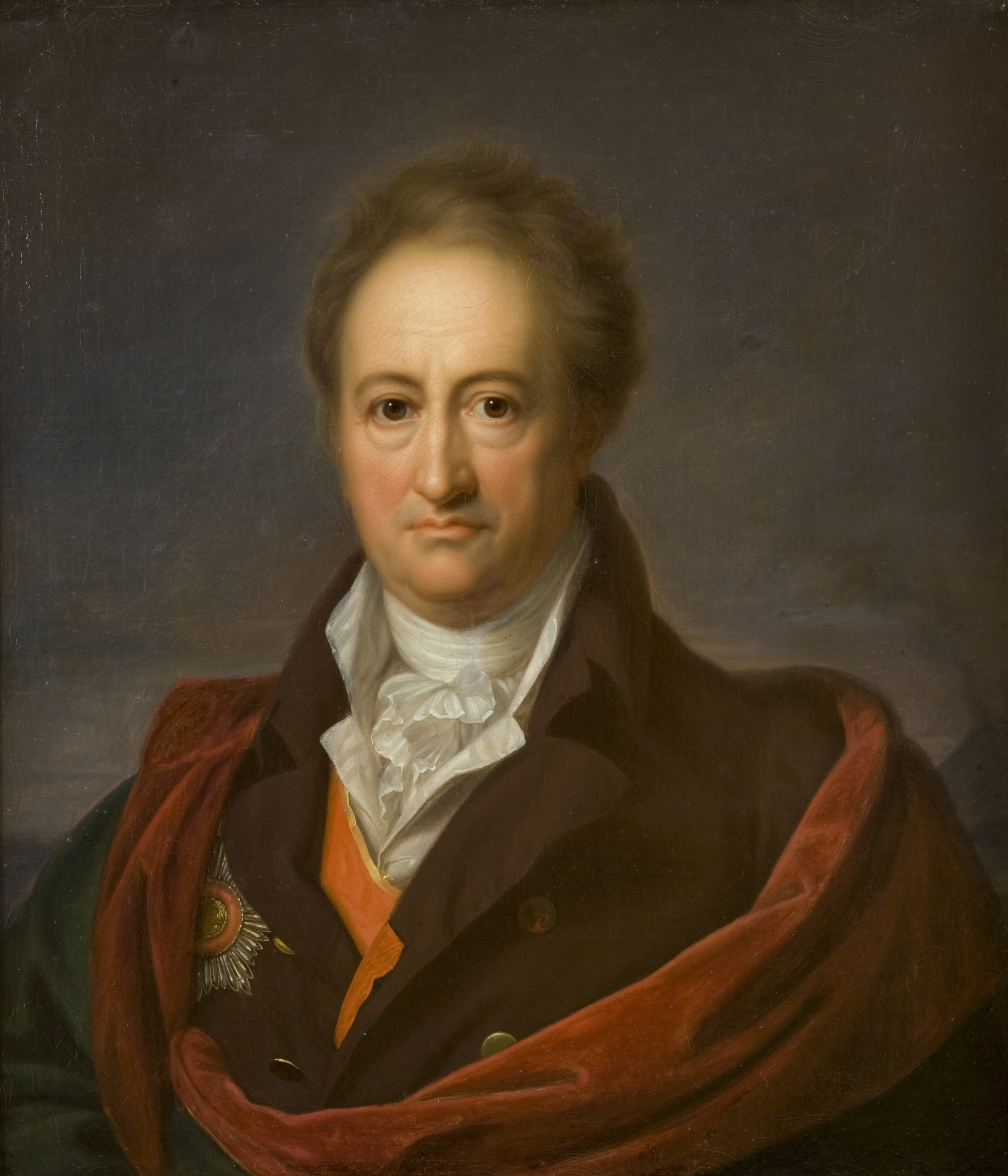
Johann Wolfgang von Goethe
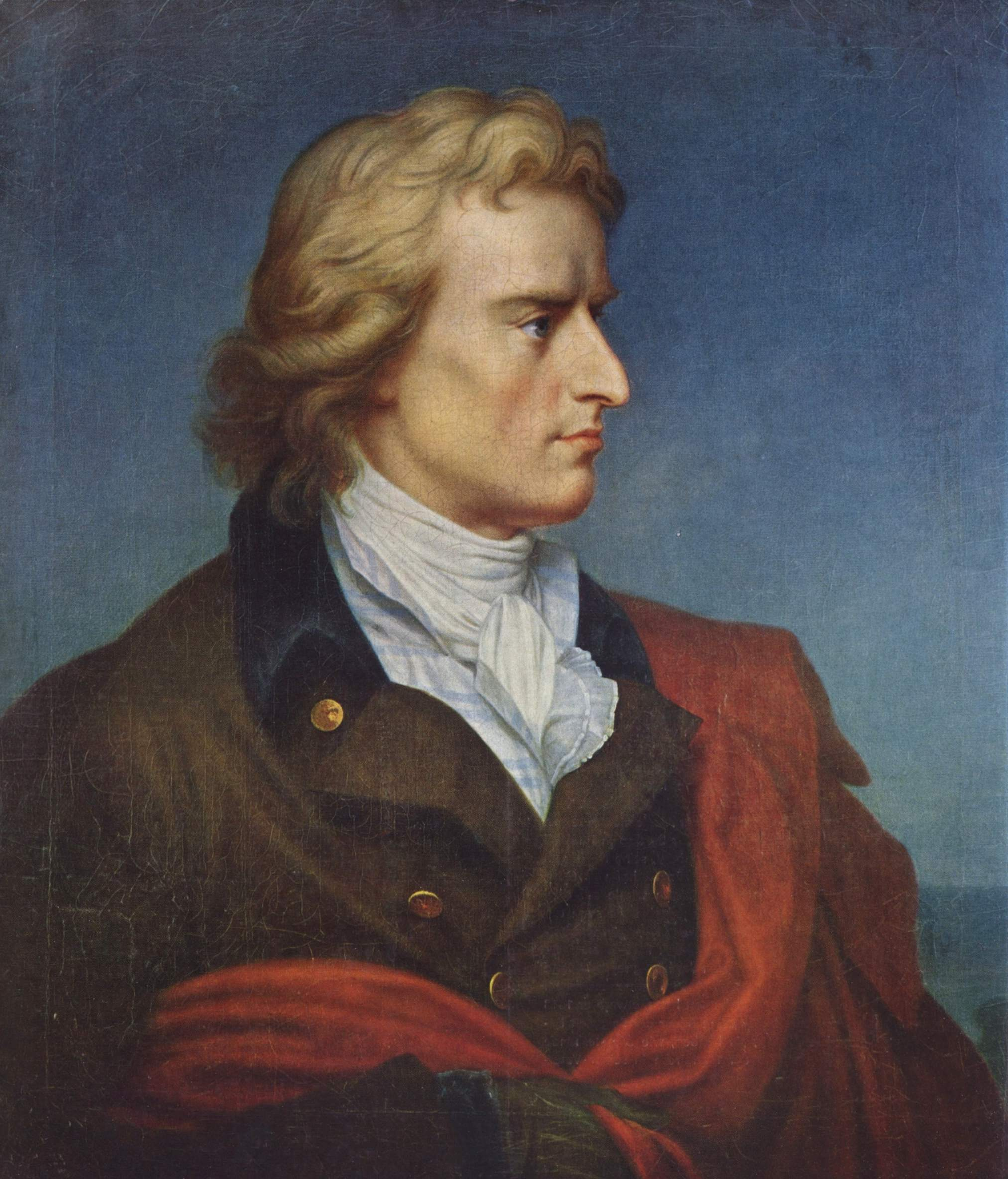
Friedrich von Schiller
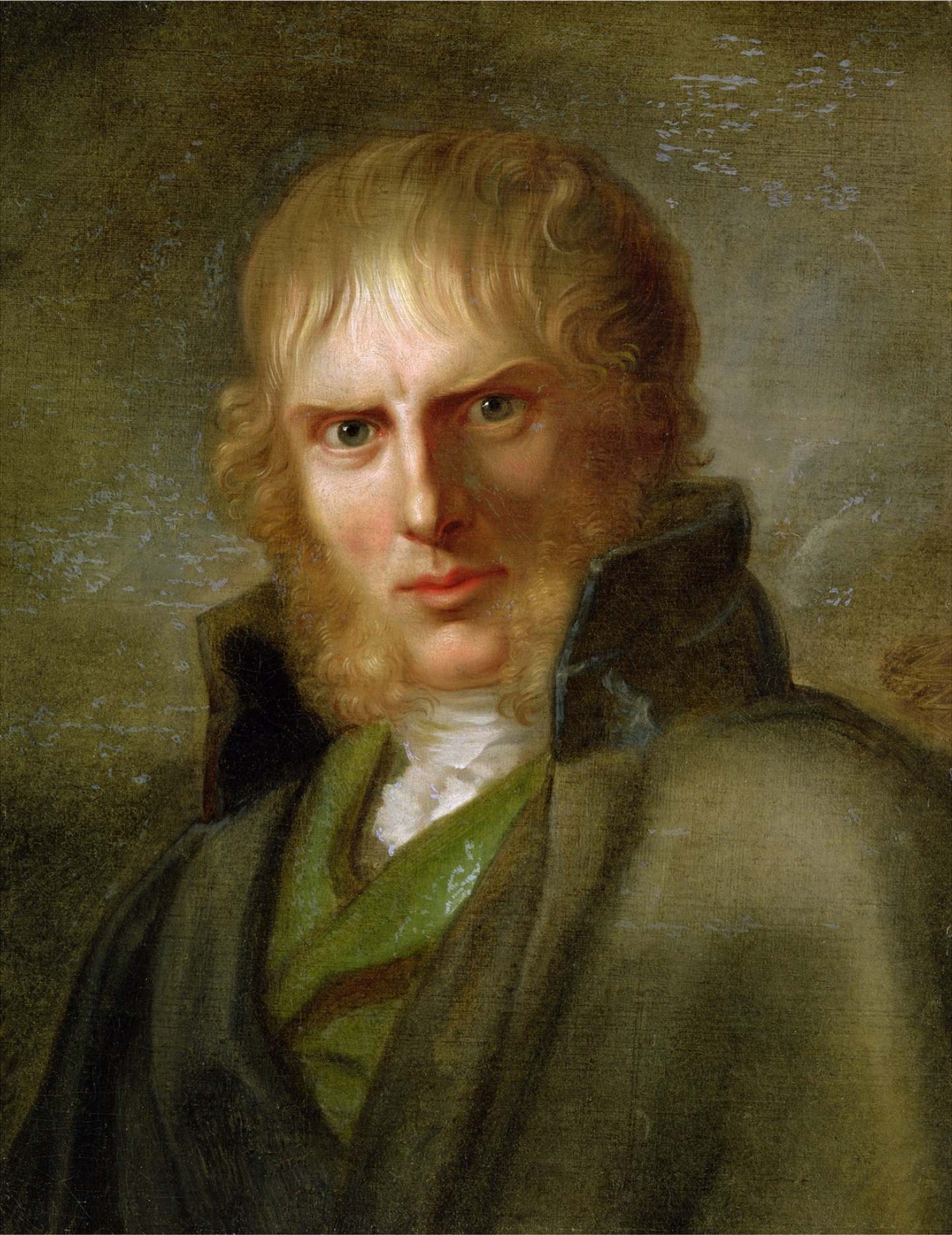
Caspar David Friedrich
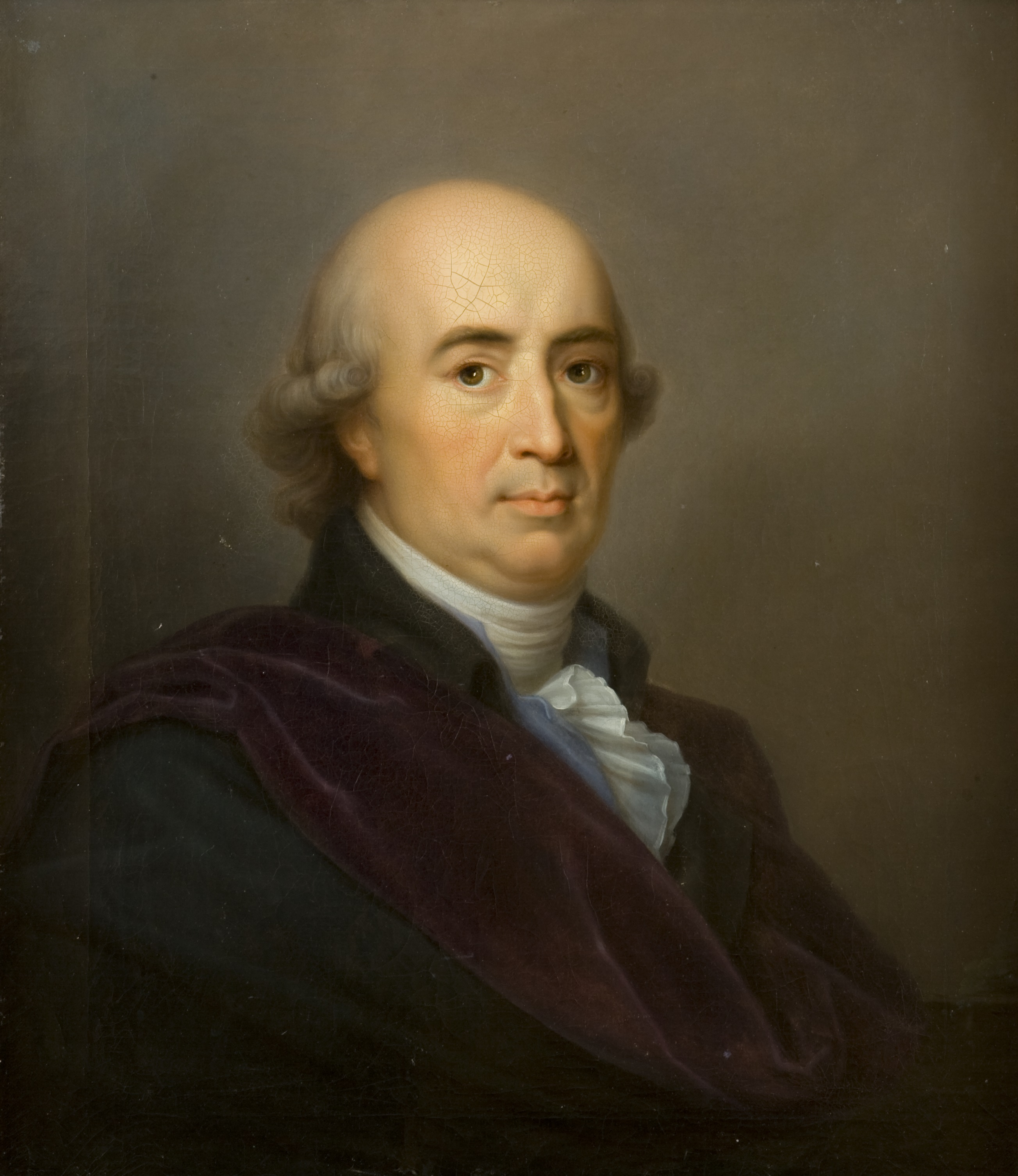
Johann Gottfried von Herder